# 革新主義時代
アメリカ合衆国の革新主義時代（かくしんしゅぎじだい、別名進歩主義時代 しんぽしゅぎじだい、英: Progressive Era）は、1890年代から1920年代にかけて、社会と政治の改革が著しく進んだ時代である。進歩主義運動（革新主義運動）の主たる目的の1つは政府の浄化であり、政治を蝕んでいた政治マシーンとボスの内情を暴露し、その力を弱めることで政府内の腐敗を取り去ろうとした。進歩主義者（革新主義者）の全員ではないがその多くは、酒場を基盤とする地方ボスの政治力を殺ぐために禁酒法を支持した。これと同時に「より純粋な」女性の票を政治に取り込むために女性参政権の承認取得を推進した。運動の2つめの目的は、近代化を必要とする古いやり方を特定し、科学的、医学的かつ工学的な解決策を強調することで、あらゆる分野における効率化を成し遂げることだった。
多くの人々が地方政府、公共教育、医療、財政、保険、工業、鉄道、教会など多くの分野で改革の努力を行った。進歩主義者達は、社会科学、特に歴史学、経済学、政治学の分野を変化させ、専門化させ、「科学的に」させた。学術分野ではアマチュア執筆家の時代が終わり、学術雑誌や新聞に記事・論文を掲載した研究の専門家の時代になった。国政の指導者には、共和党員ではセオドア・ルーズベルト、ロバート・M・ラフォレット・シニア、チャールズ・エヴァンズ・ヒューズ、ハーバート・フーヴァー、民主党員ではウィリアム・ジェニングス・ブライアン、ウッドロウ・ウィルソン、アル・スミス等がいた。
改革の動きは当初地方レベルで動き、後に州や国のレベルに広がった。進歩主義は中産階級から支持を集め、また弁護士、教師、医師、牧師、事業家などの支持を得た。進歩主義者達は、科学的方法を強く支持し、経済、政府、工業、財務、医療、教育、神学、さらには家庭にまでそれを適用した。彼等は西ヨーロッパで当時進行していた進歩を密接に追い、銀行法のような多くの政策を採用した。その1つが1914年の連邦準備制度に結実した。彼等は時代遅れのやり方が無駄で非効率と考え、熱心に「最良の1つの仕組み」を追い求めた。

## 政治改革
進歩主義者達は、金ぴか時代の無駄、非効率さ、腐敗および不公平さを悪と考え、社会と経済のあらゆる面で変化と改革を求めた。国政レベルで実行された重要な変化には、アメリカ合衆国憲法修正第16条による所得税の導入、同修正第17条によるアメリカ合衆国上院議員の公選制、同修正第18条による禁酒法の導入、同修正第19条による女性参政権だった。

### 腐敗の暴露
当時新たに影響力を高度に発揮し始めた全国的な雑誌、例えば「マクルアズ・マガジン」などで政界の無駄、腐敗、スキャンダルを暴露したジャーナリストはマクレイカー（醜聞を暴く人）と呼ばれた。レイ・スタナード・ベイカー、ジョージ・クリール、ブランド・ウィトロックが州や地方レベルで活動し、一方リンカーン・ステフェンズは多くの大都市における政治腐敗を暴露した。イーダ・ターベルはロックフェラーのスタンダード石油社を追及した。サミュエル・ホプキンス・アダムズは1905年に、多くの特許薬品における欠陥を示し、1906年に出版されたアプトン・シンクレアの小説『ザ・ジャングル』は、食肉が如何に加工されるかを恐ろしいまでに伝え、デイビッド・グラハム・フィリップスは1906年にアメリカ合衆国上院について激しい告発を始めた。セオドア・ルーズベルトは、これらジャーナリストが全ての恥部を暴くことで何の助けにもなっていないとこぼしたときに、彼等に「マクレイカー」という渾名を与えた。

### 近代化
進歩主義者達は、熱烈な近代化推進者だった。彼等は社会の弱者に対する重大な解決策として、科学、技術、専門知識、そして特に教育の効果を信じた。進歩主義者の特徴は都市の工業化社会に対する好意的態度、生活の環境と条件を改善する人の能力に関する信念、経済と社会の問題に介入する義務感、専門家の能力と政府介入の効率性に関する信頼だった。

### 民主主義
進歩主義者達は、市民がより直接に政治に関わるようにし、政治ボスを退けることを求めた。オレゴン州のポピュリスト党州議会議員ウィリアム・サイモン・ユーレンやその直接立法同盟の力を借りて、オレゴン州の有権者は1902年に直接民主制手段を圧倒的多数で承認し、住民発議権や住民投票によって法律の提案や承認、州憲法の修正を市民が直接行えるようになった。このような仕組みはオレゴン州が最初だった。ユーレンはさらに1908年に修正条項の成立に貢献し、有権者は選挙で選ばれた役人をリコールできるようにし、また単一州ながらアメリカ合衆国上院議員を一般選挙で選ぶことや、大統領選挙の州レベル予備選挙を行う制度を確立した。1911年カリフォルニア州知事ハイラム・ジョンソンが、自州でも「住民発議権、住民投票、リコール」を行うオレゴン方式を採用し、州の立法府に対して昔からある大企業の影響力に対抗して住民参加の政治に良い影響を及ぼすものと見なした。これら進歩主義の改革は、アイダホ州、ワシントン州、ウィスコンシン州など他州でも直ぐに真似られ、今日ではほぼ半数の州が住民発議権、住民投票、リコールの制度をその州憲法の中に規定している。
政治ボスやマシーンの権力を殺ぐために16州が予備選挙を使い始めた。アメリカ合衆国憲法修正第17条は1913年に批准され、全ての上院議員が州議会ではなく住民によって選ばれるようになった。その主たる動機は、州議会を支配するために上院議員をコントロールしていた政治ボスの力を落とすことだった。その結果、政治学者のヘンリー・フォード・ジョーンズに拠れば、アメリカ合衆国上院は「罪の意識や拘束無しにその力を揮い、（彼等を議会に送った）特定利益のために行動する党員の議会」になった。

### 都市の改革
多くの都市は地方政府としての予算や管理組織を研究するために市政調査局を設定した。多くの都市で進歩派市長の存在が重要だった。例えばオハイオ州クリーブランド市（特にトム・ジョンソン市長）、同州トレド市、ニュージャージー州ジャージーシティ市、ロサンゼルス市、テネシー州メンフィス市、ケンタッキー州ルイビル市などであり、特に西部州に多かった。イリノイ州知事フランク・ローデンは州政府組織の大きな見直しを行った。ロバート・ラフォレットの地盤であるウィスコンシン州では、ウィスコンシン・アイディアがアイディアと専門知識の主要な情報源として州立大学を使った。

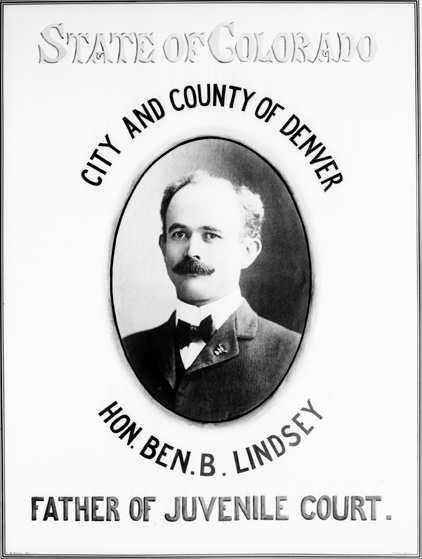
コロラド州判事ベン・リンゼー、少年裁判所の制度を始めた

### 家族と食料
進歩主義者達は、アメリカ社会の礎石として家庭の価値を信じ、政府、特に地方自治体政府は家庭を強化し、質を向上させるために動かなければならないと考えた。地方の公的支援計画は家族を結びつけておくために改革された。デンバー市のベン・リンゼー判事の動きにヒントを得て、都市は暴力的なティーンエージャーを扱うための少年裁判所を設立し、成人の刑務所に送致することが無いようにした。清潔なミルクと水の供給にも特別の注意が払われた。州や国政レベルで作られた新しい食品薬品規制法は、食品の安全性を保証するために地方の役割を強化させた。連邦政府による1906年純正食品および薬品法は、製薬会社や医療サービスの提供者が進めたものだが、科学的な試験を経ていない特許薬品を市場から閉め出した。さらに技術の活用と標準労働時間が採用されるようになり、家庭には余暇の時間が生まれた。多くの者はこの余暇を映画館で過ごした。進歩主義者達は、庇護者、特に子供達が暗く、不衛生で、安全ではない可能性のある映画館で映画を見るのは、俳優が犯罪、暴力シーン、性的なものを暗示する状況を演じる様子を見て、否定的な影響を与えかねないと考え、映画の検閲制度を提唱した。国中の進歩主義者達が大都市の政府に影響力を及ぼし、子供達のために余暇の時間を与え、家族は健康で健全な環境で余暇を過ごせ、それによって良い道徳と市民を育てると考えたので、多くの公園を建設させた。
1921年のシェパード・タウナー法は母性と子供の世話、特に母親と幼児の健康管理指導のために連邦政府予算を使うことにした。個別の州との50対50マッチングファンドで女性の健康管理クリニックを建設した。

#### 優生学
進歩主義者、特に経済学者の間では、大家族や収入の少ない家庭への集産主義的解決手段として優生学手法を推進する者があった。これは産児制限を行うことで親がその限られた資源を少数の良好な子供達に集中させることができるようになることを期待したものだった。しかし大半の進歩主義者は個別の解決を主張し、この優生学手法に沿った全国、あるいは州や地方レベルの計画は生まれなかった。ハーバート・クローリやウォルター・リップマンのような進歩主義指導者は、集産主義や主権主義で個人に課される危険性について古典的でリベラルな気遣いを示した。カトリック教会は集権主義に賛成していたが、優生学のような産児制限には強く反対した。

### 憲法の修正
進歩主義者達は、憲法の修正でその改革を法として恒久的に固定しようとした。その中には1920年に批准が成立したアメリカ合衆国憲法修正第18条による禁酒法と同修正第19条による女性参政権があり、さらには同修正第16条による所得税の導入と、同修正第17条によるアメリカ合衆国上院議員の公選制があった。進歩主義の時代が終わると、修正第18条すなわち禁酒法は撤廃された。

### 禁酒法
禁酒法はアルコール飲料の製造、販売および輸送を違法とするものだった。飲酒自体は禁止されることがなかった。革新主義時代を通じて、地方、州、国のレベルで主要な大義の1つであり続けた。1917年遅くに連邦議会を修正第18条が通過し、1919年に必要とされる4分の3の州で批准されて全国的な制度となった。禁酒運動は、メソジスト、バプテスト、会衆派教会、スカンディナヴィア・ルーテル教会などの福音主義教会によって後援された基本的に宗教的な運動だった。運動家は高度に効率的な反酒場同盟によって動員された。ティンバーレイクは、禁酒によってアルコール依存をなくし、酒場を基盤にする大都市マシーンの力を弱め、工業の生産性を高め、アルコール依存による家庭内暴力、児童虐待および貧困の可能性を下げることを求めたと論じている（1963年）。
禁酒の訴えは1840年代の第二次大覚醒時代に始まっており、飲酒に反対する動きは福音主義プロテスタントの中から起こった。福音主義派は1880年代に第二派の禁酒法制化の動きを起こし、地方や州レベルでの法制化を目指した。1880年代、州レベルで禁酒を法制化する住民投票が行われた。この期間に2つの重要な組織が形成された。1つは1874年に形成された婦人キリスト教禁酒組合だった。もう1つは1893年に形成された反酒場同盟であり、異なる宗教集団から行動家を結束させた。
禁酒を法制化しようという第3の波は1907年に始まり、全国的な運動として最高潮に達した。まずジョージア州が州全体の禁酒法を成立させた。1917年では、3分の2の州が何らかの形態の禁酒法を持っており、ほぼ人口の4分の3は禁酒地帯に住んでいた。1913年、反酒場同盟が禁酒を憲法の修正条項に盛り込むという初の提案を行った。それを達成するのが難しかったからこそ連邦法ではなく憲法の修正を好んだ。それでなければ変化が起こらないとも感じていた。1913年、連邦議会はウェブ・ケニオン法を成立させ、禁酒の州にアルコールを運ぶことを禁じた。アメリカ合衆国が第一次世界大戦に参入すると、徴兵法によって軍事基地の近くでアルコールを販売することを禁じた。1917年8月、リーバーの食料燃料規制法によって戦中に蒸留酒を作ることを禁じた。1918年11月、戦争禁酒法によって、復員が終わるまでアルコール飲料（アルコール濃度2.75％以上）の製造と販売を禁じた。
禁酒推進派は連邦議会の両院で3分の2以上の絶対多数を確保し、憲法の修正に必要な4分の3以上の州の支持を得るために精力的に動いた。36の州の批准が必要であり、当時48州全ての批准を求めて組織化が行われた。1917年末、連邦議会は修正第18条を可決した。1919年には批准され、1920年1月に有効となった。アメリカ合衆国の国内でアルコール飲料の製造、販売、輸送を禁じており、輸出入も禁じた。1919年のボルステッド法では、アルコール飲料をアルコール濃度0.5％以上と規定して、法の強制手続きを定めた。
しかし消費者の需要があり、様々な違法アルコールの入手源があった。特に違法の蒸留酒とカナダなど他国からの密輸品があった。当時の法の執行の度合いを判断するのは難しい問題である。当時のメディアは禁酒法はかなり効力が無いものだったとしているが、アルコールの利用を根絶できなかったとしても、この時代にアルコール消費量を減らしたことは事実である。
憲法修正第18条は1930年に撤廃された。これはカトリック教徒（個人の自由を強調した）と事業家（税収減を強調した）が率先し、よく組織化された運動によって、憲法修正第25条が成立し、修正第18条の撤廃を規定させたものだった。

### 教育
進歩主義者達は地方レベルで学校の改革と近代化に懸命に努めた。この時代は特に急速に拡大する大都市圏で、学校数と就学児童数が劇的に拡大したことが特徴である。1910年以後、小都市でも高等学校を作り始めた。1940年までに若い成人の50％は高校卒以上の学歴になった。その結果は中流階級の急速な成長であり、彼等が進歩主義改革を草の根で支持する者になった。革新主義時代に多くの州は義務教育法を成立させ始めた。教育で衛生と健康が強調されるようになり、保健・体育教科がより重要となり、普及された。

### 医学と法学
カーネギー教育振興財団が後援した1910年の「フレクスナー報告書」は、地方に数多くある小さな医学校を捨て、国の予算、資源および威信を大学に敷設する専門化された医学校に集中させることで、アメリカの医学を専門化させた。著名な指導者としてメイヨー兄弟がおり、ミネソタ州ロチェスターにあるそのメイヨー・クリニックは革新的外科で世界でも著名になった。
法律の専門分野では、アメリカ弁護士協会が1900年にアメリカ法学校協会を設立した。法学校に対する全国的な標準を確立し、若者が個人的に地位の確立した弁護に付いて学ぶ古いシステムに置き換わって、大学に敷設する認可された法学校という新しい仕組みを作った。

### 社会科学
進歩主義の学者は、ハーバード、コロンビア、ジョンズ・ホプキンス、シカゴ、ミシガン、ウィスコンシンおよびカリフォルニアなど新興の研究型大学を基盤として、その教育の近代化に努めた。アマチュア専門家の時代は、新しい学会誌や新聞に投稿した研究型専門家に道を譲った。その明白な目標は、特に歴史学、経済学、政治学などの社会科学を専門化させ、「科学的に」することだった。専門化は大学の新しい経歴を積む道を生み出すことを意味し、雇用と国際的な学術会議での成果による昇進を意味していた。

## 経済政策

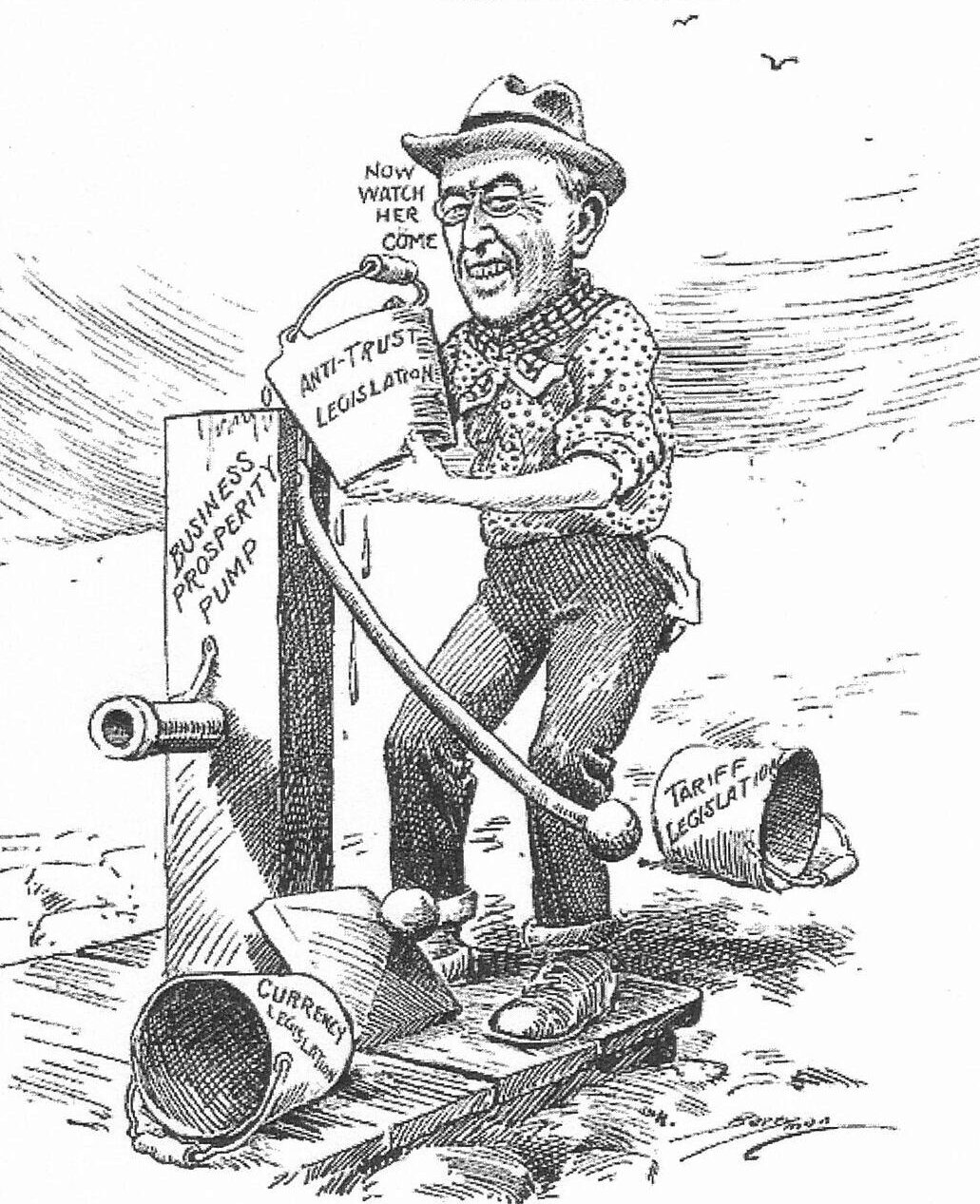
ウィルソン大統領は、関税、通貨および反トラスト法を経済の起爆剤に使い有効に働かせた

革新主義時代は、1893年に始まり厳しい不況を経て1897年に終わった恐慌時代の後で、社会繁栄の時代だった。1907年恐慌は短期間で終わり、大半は金融家に影響した。しかし、キャンベルは、1907年から1914年の経済の弱点を強調し、より進歩的な介入を大衆が求めたことに結びつけている（2005年）。1907年恐慌の後は、実質賃金の小さな低下と、失業者の増加が続き、どちらも第一次世界大戦が始まるまで続いた。キャンベルは、その結果として起こった公的資金に対する圧力とウィルソン政権の政策に対する影響を強調している。弱化した経済と継続していた連邦政府予算の赤字が財政政策に変化を促し、法人税と個人所得税の課税、および連邦準備制度の創設に繋がっていった。政府機関も管理効率を改善するために組み替えられた。
金ぴか時代の政党は、連邦政府が民間事業に深く関わることに躊躇していた。ただし、鉄道と関税は例外だった。概して法と秩序を維持することを除き、政府が経済に干渉することに反対する原則である自由放任の概念を受け容れていた。この姿勢は1890年代の不況の間に変化を始め、小企業、農園および労働運動が彼等のために政府の介入を求めた。
20世紀への変わり目までに中流階級が発展したが、彼等は実業界のエリートにも、中西部や西部における農夫と労働者の急進的政治運動にも不信を抱いていた。進歩主義者達は、企業の自由競争を確保するために商習慣の政府による規制の必要性を主張した。連邦議会は1887年の鉄道規制法（州間通商法）を法制化し、1890年には単一産業を大企業が支配することを防止する法（シャーマン反トラスト法）を成立させた。しかしこれらの法が活発に強制されることは無かったが、1900年から1920年になって、共和党大統領のセオドア・ルーズベルト（在任1901年-1909年）、民主党大統領のウッドロウ・ウィルソン（在任1913年-1921年）など進歩主義の見解に同調的な者が権力を握った。今日アメリカ合衆国にある規制機関の多くはこの時代に創設されたものであり、例えば州際通商委員会や連邦取引委員会がある。マクレイカーは読者に事業に対する多くの規制を要求させるよう仕向けたジャーナリストだった。アプトン・シンクレアの小説『ザ・ジャングル』（1906年）は、1870年代に発展した巨大食肉加工工場であるシカゴのユニオン倉庫で行われている想像上の恐怖をアメリカ人に伝え、大きな影響を与えた。ただしシンクレア自身はその場所を訪れた経験が無かった。連邦政府はシンクレアの著作とニール・レイノルズ報告書に反応して、新しくアメリカ食品医薬品局で規制を始めた。イーダ・M・ターベルが独占だと考えられるスタンダード石油に対して連載記事を執筆した。これは政府にも公的改革者にも影響を与えた。ターベル達の攻撃により、1911年の最高裁判所判決が出て、スタンダード石油社を分割することを大衆が承認する道が開けた。
民主党のウッドロウ・ウィルソンが1912年に当選して、同時に民主党が議会を制したとき、一連の進歩的経済政策を実行に移した。1913年、憲法修正第16条が批准され、高額所得者に少額の所得税を課した。民主党は1913年のアンダーウッド関税法で関税率を下げたが、その効果は1914年に勃発した第一次世界大戦によって引き起こされた貿易の構造変化により莫大なものになった。ウィルソンは企業のロビーストを非難することで、関税の変化の陰にある大衆世論を動かすことの有効性を証明して見せた。ウィルソンは議会で自ら高度に演出を施した演説を行い、法案に署名して立法する時にも念入りな儀式を行った。ウィルソンは1914年のクレイトン反トラスト法でトラストに対する長い戦いを終わらせた。1913年には企業と政府の融合体である連邦準備制度を創立することで、金と銀行の問題について議員を説得することができた。この制度は現在も金融界を支配する機関になっている。
1913年、ヘンリー・フォードは動的な組み立てラインを採用し、労働者一人一人が自動車の生産過程で単一の業務を担うようにした。革新主義時代の発展を手がかりにして、男性労働者に1日5ドルという大変寛大な賃金を支払い、平均的労働者が自社製品を購入できなければ大量生産企業は生き残れないと論じた。

### 労働組合
労働組合、特にアメリカ労働総同盟が20世紀初期に急速に成長し、進歩的な施策を推進した。全国市民連盟で企業と連携する実験的な試みを行った後、1906年以降は民主党と政治同盟を結ぶ方向に転じた。この同盟は大工業都市で特に重要だった。労働組合は、労働争議に干渉して雇用者側の肩を持つことの多い裁判所判事に対する規制を望んだ。1932年のノリス・ラガーディア法の成立でその目的を達した。

### 移民
1896年以降、移民の量は着実に増加しており、新参者の大半は東ヨーロッパや南ヨーロッパから来た非熟練労働者だった。彼等は工業町や都市の製鋼所、屠殺場、建設現場で職を見つけた。1914年に第一次世界大戦が始まって突然国際的な移動の大半が止まり、1919年以降に再開された。1880年代から労働組合は移民に対する規制を激しく求めており、特に中国人などアジア系移民に対する規制を望んだ。基本的なおそれは、非熟練の低賃金労働者が大量に入れば、集団で取引することで、労働組合が賃金を上げようと努力しているものを無駄にしてしまうということだった。禁酒運動家のような別の集団は移民が酒場の力、および概して西部の力の基礎になるので移民に反対した。田園部のプロテスタントは、1890年以後の移民の大半を占めた都市のカトリック教徒やユダヤ教徒を信用していなかった。一方で工業の急速な発展は新しい労働力を必要としており、大企業は移民規制に反対した。1920年代初期までに、合意が形成され、移民の総量が規制されるものとされ、1920年代の一連の立法でこの規制が行われた。一握りの優生保護提唱者も移民の規制に関わった。移民の規制は第二次世界大戦が終わるまで国策であり続けた。
第一次世界大戦中、進歩主義者は強くアメリカ化計画を推進し、新しい移民を近代化させ、理想的なアメリカ市民に転換させ、祖国に対する忠誠心を減らしていくように工夫した。これらの計画は劇的に拡大していた公共教育システムを通じて行われることが多かった。

## 衰退
1940年代、歴史家達は革新主義時代をニューディール政策時代の前奏曲とみなし、具体的にルーズベルトが大統領になった1901年から、第一次世界大戦の始まりである1914年あるいは1917年までとするのが通常になった。歴史家達は時代を遡って、1890年代の自治体および州レベルの進歩的改革者を強調し続けている。

### 革新主義時代は何時終わったか？
革新主義時代が何時終わったかという問題にはケリがついていない。市民の自由を強調する左派の歴史家達は第一次世界大戦の間に自由が抑圧されたと批判し、戦争を進歩的とは考えなかった。しかし大半の歴史家達は「全ての戦争を終わらせるための戦争」をアメリカ運動の世界的な表現と見なし、ウィルソンが国際連盟のために戦ったことをそのクライマックスと考えた。
1920年代の政治は企業に対抗した労働組合やリベラルの運動家に対して友好的ではなく、これらの主題を強調する歴史家達の大半とまではいかなくとも多くが、この10年間を否定した。都市のコスモポリタンの学者は禁酒法の道徳主義や、クー・クラックス・クランの移民排斥主義者の狭量さについては違和感を覚え、この時代を非難した。例えばリチャード・ホフスタッターは1955年に、禁酒法が「田園部福音主義のビールスによってアメリカが連れ込まれた」ところの「似非改革、縮こまった視野が狭い改革の代行物」だったと記した。しかし、アーサー・S・リンクが強調したように、進歩主義は単純に転がって死んだふりをしたわけではなかった。リンクの20年代を通じて継続していたという主張は、進歩主義が強力な力だったことを見いだした歴史学を刺激した。パーマーはジョージ・ノリスのような指導者を挙げて、「進歩主義は一時的に政治的な主導力を失ったが、西部の多くの州では人気を保ち、ハーディングやクーリッジの政権ではワシントンD.C.でもその存在を感じさせたのは注目すべきである」と語っている。ガースターとコーズは、「進歩主義は、共通の目的を持った容易に定義できる力というよりも、「精神」であり、あるいは「熱中」であるので、1920年代を超えてはいないまでも、その年代まで十分に続いた改革に向けた雰囲気を作ったという方が正確であると思われる」と論じている。クー・クラックス・クランが新しい光の中に見いだされたとしても、多くの社会史学者が報告しているように、彼等は「通常の白人プロテスタント」であり、それまで長く進歩主義の中核的目標だった仕組みの浄化に大きな関心を抱いた者達だった。
ウィリアム・ランドルフ・ハーストが示したように、進歩主義指導者の中に反動的になった者がいたが、それは通常1930年代であり、1920年代ではなかった。それは、ハーバート・フーヴァー、アル・スミスおよびヘンリー・フォードだった。

### 1920年代の事業進歩主義
歴史学者が「事業進歩主義」と定義するものは、効率を重視し、ヘンリー・フォードやハーバート・フーヴァーに類型を見るものだが、1920年代に最盛期に達した。例えばウィクはフォードの「技術と田園部アメリカの機械化に関する見解が、概して啓蒙的で、進歩的で、時代の先端を走っていた」と論じている。
ティンドールは1920年代の南部で進歩主義運動を続けたことの重要性は、民主化、政府の効率、企業の規制、社会的公正さ、および政府の公共事業を増すことに関わったと強調している。ウィリアム・リンクは1920年代の南部の大半で政治的な進歩主義が支配したと指摘している。同様に進歩主義は中西部でも影響が大きかった   。
女性や若者に関する歴史家は1920年代における進歩主義の勢いの強さを強調している。女性は参政権運動に成功したあとにその得たものを結集させ、世界平和、良い政府、母性の保護（1921年シェパード・タウナー法）、および教育と公衆衛生に関する地方レベルの支持といった方向に向けることができた。その業績は参政権運動ほど劇的なものにはならなかったが、女性は投票を行い、静かにかつ効果的に行動した。ポール・ファスは若者について、「構想の一面として、社会問題に対する楽観的なアプローチとしての進歩主義は、大変活動的だった」と語っている。大変多くの改革アイディアを生み出させた国際的影響力というものが1920年代まで継続し、アメリカの近代化概念がヨーロッパに影響を与え始めた。
進歩主義は1932年までに終わったというのは一般に合意されていることである。特に残っていた進歩主義者の大半がニューディール政策に反対したからである。

## 革新主義時代の著名な指導者
- ジェーン・アダムズ、ソーシャルワーカー
- フロレンス・ケリー、児童擁護家
- ロバート・P・バース、ニューハンプシャー州の政治家
- チャールズ・A・ベアード、歴史家、政治学者
- ルイス・ブランダイス、最高裁判所判事
- ウィリアム・ジェニングス・ブライアン、民主党大統領候補
- ルーシー・バーンズ、女性参政権運動家
- ウィンストン・チャーチル、著作家
- アンドリュー・カーネギー、鉄鋼業界の大立て者、慈善事業家
- キャリー・チャップマン・キャット、女性参政権運動家
- ハーバート・クローリー、ジャーナリスト
- ジョン・デューイ、哲学者
- W・E・B・デュボイス、黒人の学者
- トーマス・エジソン、発明家
- アーヴィング・フィッシャー、経済学者
- エイブラハム・フレクスナー、教育家
- ヘンリー・フォード、自動車工業家
- シャーロット・パーキンス・ギルマン、フェミニスト
- スーザン・グラスペル、戯曲家、小説家
- エマ・ゴールドマン、無政府主義者、哲学者、著作家
- ルイス・ハイン、写真家
- チャールズ・エヴァンズ・ヒューズ、政治家
- ウィリアム・ジェームズ、哲学者
- ハイラム・ジョンソン、カリフォルニア州の政治家
- サミュエル・M・ジョーンズ、政治家、改革者
- ロバート・M・ラフォレット・シニア、ウィスコンシン州の政治家
- ウォルター・リップマン、ジャーナリスト
- メイヨー兄弟、医学
- ジョン・モット、YMCAの指導者
- ジョージ・マンデリン、カトリックの指導者
- アリス・ポール、女性参政権運動家
- ウルリヒ・B・フィリップス、歴史家
- ギフォード・ピンチョ、環境保護主義者
- ウォルター・ラウシェンブッシュ、社会的福音の神学者
- ジェイコブ・リース、改革者
- セオドア・ルーズベルト、大統領
- エリフ・ルート、政治家
- マーガレット・サンガー、産児制限提唱者
- ジョン・ロックフェラー、慈善事業家
- アンナ・ハワード・ショー、女性参政権運動家
- アプトン・シンクレア、小説家
- アルビオン・スモール、社会学者
- エレン・ゲイツ・スター、社会学者
- リンカーン・ステフェンス、記者
- ヘンリー・スティムソン、政治家
- ウィリアム・タフト、大統領、最高裁判所長官
- アイダ・ターベル、マクレイカー
- フレデリック・テイラー、効率化の専門化
- フレデリック・ターナー、歴史家
- ソースティン・ヴェブレン、経済学者
- レスター・フランク・ウォード、社会学者
- ブッカー・T・ワシントン、黒人指導者、教育家
- ウッドロウ・ウィルソン、大統領
- スーザン・B・アンソニー、女性参政権運動家
- イーダ・B・ウェルズ、黒人指導者

### 概論
- Buenker, John D., John C. Burnham, and Robert M. Crunden. Progressivism (1986)
- Buenker, John D. and Joseph Buenker, Eds. Encyclopedia of the Gilded Age and Progressive Era. Sharpe Reference, 2005. xxxii + 1256 pp. in three volumes. ISBN 0-7656-8051-3. 900 articles by 200 scholars
- Buenker, John D., ed. Dictionary of the Progressive Era (1980)
- Cocks, Catherine, Peter C. Holloran and Alan Lessoff. Historical Dictionary of the Progressive Era (2009)
- Diner, Steven J. A Very Different Age: Americans of the Progressive Era (1998)
- Glad, Paul W. "Progressives and the Business Culture of the 1920s," Journal of American History, Vol. 53, No. 1. (June 1966), pp. 75–89. in JSTOR
- Gould, Lewis L. America in the Progressive Era, 1890–1914" (2000)
- Gould Lewis L. ed., The Progressive Era (1974)
- Hays, Samuel D. The Response to Industrialization, 1885–1914 (1957),
- Hofstadter, Richard, The Age of Reform (1954), Pulitzer Prize
- Jensen, Richard. "Democracy, Republicanism and Efficiency:  The Values of American Politics, 1885–1930," in Byron Shafer and Anthony Badger, eds, Contesting Democracy: Substance and Structure in American Political History, 1775–2000 (U of Kansas Press, 2001) pp 149–180; online version
- Kennedy, David M. ed., Progressivism: The Critical Issues (1971), readings
- Lasch, Christopher. The True and Only Heaven: Progress and its Critics (1991)
- Leuchtenburg, William E. "Progressivism and Imperialism: The Progressive Movement and American Foreign Policy, 1898–1916," The Mississippi Valley Historical Review, Vol. 39, No. 3. (Dec., 1952), pp. 483–504. JSTOR
- Mann, Arthur. ed., The Progressive Era (1975)
- McGerr, Michael. A Fierce Discontent: The Rise and Fall of the Progressive Movement in America, 1870–1920 (2003)
- Mowry, George. The Era of Theodore Roosevelt and the Birth of Modern America, 1900–1912. (1954) general survey of era
- Burl Noggle, "The Twenties: A New Historiographical Frontier," The Journal of American History, Vol. 53, No. 2. (Sep., 1966), pp. 299–314. in JSTOR
- Pease, Otis, ed. The Progressive Years: The Spirit and Achievement of American Reform (1962), primary documents
- Rodgers, Daniel T.  Atlantic Crossings: Social Politics in a Progressive Age (2000). stresses links with Europe online edition
- Thelen, David P. "Social Tensions and the Origins of Progressivism," Journal of American History 56 (1969), 323–341 online at JSTOR
- Wiebe, Robert. The Search For Order, 1877–1920 (1967).

### 大統領と政治
- Beale Howard K. Theodore Roosevelt and the Rise of America to World Power. (1956).
- Blum, John Morton. The Republican Roosevelt. (1954). Series of essays that examine how TR did politics
- Brands, H.W. Theodore Roosevelt (2001).
- Clements, Kendrick A. The Presidency of Woodrow Wilson (1992).
- Coletta, Paolo. The Presidency of William Howard Taft (1990).
- Cooper, John Milton The Warrior and the Priest: Woodrow Wilson and Theodore Roosevelt. (1983).
- Cooper, John Milton Woodrow Wilson: A Biography (2009)
- Gould, Lewis L. The Presidency of Theodore Roosevelt (1991).
- Harbaugh, William Henry. The Life and Times of Theodore Roosevelt. (1963).
- Harrison, Robert. Congress, Progressive Reform, and the New American State (2004).
- Hofstadter, Richard. The American Political Tradition (1948), ch. 8–9–10.
- Kolko, Gabriel. "The Triumph of Conservatism" (1963).
- Link, Arthur Stanley. Woodrow Wilson and the Progressive Era, 1910–1917 (1954).
- Morris, Edmund Theodore Rex. (2001), biography of T. Roosevelt covers 1901–1909
- Mowry, George E. Theodore Roosevelt and the Progressive Movement. (2001).
- Pestritto, R.J. "Woodrow Wilson and the Roots of Modern Liberalism." (2005).
- Sanders, Elizabeth. Roots of Reform: Farmers, Workers and the American State, 1877–1917  (1999).
- Wilson, Joan Hoff. Herbert Hoover, Forgotten Progressive (1965).

### 州、地方、民族、性、事業、労働、宗教
- Abell, Aaron I. American Catholicism and Social Action: A Search for Social Justice, 1865–1950 (1960).
- Bruce, Kyle and Chris Nyland. "Scientific Management, Institutionalism, and Business Stabilization: 1903–1923" Journal of Economic Issues, Vol. 35, 2001. in JSTOR
- Buenker,  John D. Urban Liberalism and Progressive Reform (1973).
- Buenker,  John D. The History of Wisconsin, Vol. 4: The Progressive Era, 1893–1914 (1998).
- Feffer, Andrew. The Chicago Pragmatists and American Progressivism (1993).
- Frankel, Noralee  and Nancy S. Dye, eds. Gender, Class, Race, and Reform in the Progressive Era (1991).
- Hahn, Steven. A Nation under Our Feet: Black Political Struggles in the Rural South from Slavery to the Great Migration  (2003).
- Huthmacher, J. Joseph. "Urban Liberalism and the Age of Reform" Mississippi Valley Historical Review 49 (1962): 231–241, in JSTOR; emphasized urban, ethnic, working class support for reform
- Link, William A. The Paradox of Southern Progressivism, 1880–1930 (1992).
- Montgomery, David. The Fall of the House of Labor: The workplace, the state, and American labor activism, 1865–1925 (1987).
- Muncy, Robyn. Creating A Feminine Dominion in American Reform, 1890–1935 (1991).
- Lubove, Roy. The Progressives and the Slums: Tenement House Reform in New York City, 1890–1917 Greenwood Press: 1974.
- Recchiuti, John Louis.  Civic Engagement: Social Science and Progressive-Era Reform in New York City (2007).
- Stromquist, Shelton. Reinventing 'The People': The Progressive Movement, the Class Problem, and the Origins of Modern Liberalism, (U. of Illinois Press, 2006). ISBN 0-252-07269-3.
- Thelen, David. The New Citizenship, Origins of Progressivism in Wisconsin, 1885–1900 (1972).
- Wesser, Robert F. Charles Evans Hughes: politics and reform in New York, 1905–1910 (1967).
- Wiebe, Robert. "Business Disunity and the Progressive Movement, 1901–1914," The Mississippi Valley Historical Review, Vol. 44, No. 4. (Mar., 1958), pp. 664–685. in JSTOR